# عامر أبو هضيب
عامر عمر محمد أبو هضيب (مواليد أغسطس 1993م. في الرمثا- الأردن) هو لاعب كرة قدم أردني، يلعب لفريق نادي الرمثا ويحمل الرقم 4 وللمنتخب الأردني ويحمل الرقم 14، يلعب أبوهضيب في مركز الوسط المدافع، ويبلغ طول اللاعب حوالي 179 سم.

## المسيرة المحلية
لعب أبو هضيب لعدة أندية أردنية، فلعب للجزيرة، ولعب للرمثا، ولعب للنادي الفيصلي الأردني. في البداية لعب عامر ابو هضيب لفريق الجزيرة لسنوات عديدة، تألق معهم وكان قائداَ للفريق آنذاك حتي الموسم 2017/2018م عندما قرر اللاعب فسخ عقده مع النادي لرغبته في اللعب لنادي الرمثا بناء علي رغبة والده، وانتقل ابو هضيب بعد ذلك للعب لنادي الرمثا، ولكن الإصابة التي لحقت به حالت دون تألقه مع الفريق، فقرر اللاعب في 2018م فسخ عقده مع نادي الرمثا بالتراض، وذلك أعتراضاً علي عدم استلام مستحقاته المالية لفترة طويلة من قبل النادي. رحل بعدها لنادي الفيصلي، أستطاع النادي الحصول علي لقب الدوري، ولقب الكاس، وعلي الرغم من ذلك رحل اللاعب عن النادي الفيصلي؛ لشعوره أنه لم يأخذ الفرصة الكافية في اللعب، وأيضاً لأسباب تتعلق بتأخر الرواتب، وعاد أبو هضيب مرة أخري للعب لنادي الرمثا، وتعرض في المواسم الأخيرة التي شارك فيها مع النادي لانتقادات عدة، وعلي الرغم من ذلك استطاع الرمثا خلال المواسم الأخيرة في وجود اللاعب أبو هضيب الحصول علي لقب الدوري والذي غاب عنه لمدة 39 عاماً، وهو اللقب الثالث في تاريخ النادي.
وفيما يلي بيان بالمواسم والأندية الأردنية التي لعب لها ابوهضيب:
- موسم 2011/12م - نادي الجزيرة.
- موسم 2012/13م -نادي الجزيرة
- موسم 2013/14م- نادي الجزيرة
- موسم 2014/15م- نادي الجزيرة
- موسم 2015/16م - نادي الجزيرة
- موسم 2016/17م - نادي الجزيرة
- موسم 2017/18م - نادي الرمثا
- موسم 2018/19م- نادي الرمثا
- موسم 2018/19- نادي الفيصلي.
- موسم 2019/20- نادي الرمثا.
- موسم 2020م21م- نادي الرمثا
- موسم 2021/22م- نادي الرمثا
- موسم 2022/23م- نادي الرمثا

## المسيرة الدولية
لعب ابو هضيب مع المنتخب الأردني ثلاث مباريات، كلها مباريات ودية، أولي مشاركاته في صفوف المنتخب الأردني كان في 16-6-2015، حيث التقى المنتخب الاردني مع منتخب ترينداد وتوباجو في مباراة ودية علي استاد الحسن بالأردن، وانتهت المباراة لصالح الاردن بنتيجة 3 - 0، الظهور الثاني لأبوهضيب مع المنتخب الأردني كانت في 3-10-2015 عندما التقي المنتخب الأردني نظيره العراقي في مباراة ودية علي ستاد عمان الدولي، وانتهت المباراة بتفوق المنتخب الأردني بثلاثة أهداف مقابل لا شيء .ثم ظهر أبو هضيب مرة ثالثة مع المنتخب الأرني في 25 يناير 2017م، حيث لعب الأردن مع منتخب جورجيا في مباراة ودية، أنتهت لصالح المنتخب الأردني بهدف مقابل لاشئ، وذلك علي ملعب ذياب عوانة. وظهر اللاعب بعد ذلك في مبارتي كمبوديا، الأولي كانت بتاريخ 28-3-2017 وانتهت بفوز المنتخب الأردني 7 - 0، أما الثانية فكانت بتاريخ 14-11-2017، وانتهت أيضاً بفوز المنتخب الأردني هدف مقابل لاشئ، والمباراتان في تصفيات أمم آسيا لكرة القدم. كما شارك اللاعب أبو هضيب مع منتخب الأردن (تحت 23) في ثلاث مباريات، الأولى كانت ضد منتخب فيتنام لكرة القدم بتاريخ 14-1-2016 وانتهت لصالح الأردن بنتيجة 3 - 1، أما الثانية فكانت بتاريخ 17-1-2016م وكانت ضد المنتخب الإماراتي وانتهت المبارة بالتعادل بدون أهداف، أما المباراة الثالثة فكانت ضد منتخب كوريا بتاريخ 6-1-2012م وانتهت بهزيمة المنتخب الأردني 0 - 1.